# إدارة السلامة والصحة المهنية
إدارة السلامة والصحة المهنية (أوشا) هي وكالة تابعة لوزارة العمل في الولايات المتحدة. قام الكونغرس بإنشاء الوكالة تحت قانون «السلامة والصحة المهنية»، حيث قام الرئيس ريتشارد نيكسون بإدخالها حيز التنفيذ في 29 كانون الأول/ديسمبر 1970. مهمة أوشا هي «ضمان سلامة وصحة ظروف العمل للعاملين من الرجال والنساء وذلك من خلال وضع المعايير وتطبيقها وتوفير التدريب والتوعية والتعليم والمساعدة».

## التاريخ
تشكلت أوشا رسمياً في 28 نيسان/أبريل من عام 1971، وهو التاريخ الذي أصبح فيه قانون السلامة والصحة المهنيتين ساري المفعول. وتم تعيين «جورج جونتر» في منصب مدير الوكالة الأول.
قامت أوشا طوال تاريخها بتطوير عدد من برامج التدريب وبرامج المساعدة على الامتثال وبرامج التعريف عن الصحة والسلامة. بدء معهد أوشا للتدريب عام 1972 بتدريب الأفراد على السلامة والصحة في القطاعين العام والخاص. وفي عام 1978 بدأت الوكالة ببرامج مانحة، والتي تسمى الآن «برنامج منحة التدريب سوزان هاروود»، وهذه المنحة التدريبية هي لتدريب العمال وأصحاب العمل في الحد من مخاطر مكان العمل. بدأت أوشا عام 1982 ببرامج الحماية الطوعية، والذي يسمح لأصحاب العمل بأن يقوموا بتطبيق «نموذج أماكن العمل» للحصول على شهادة أو تسمية خاصة وذلك إذا تم تلبية متطلبات معينة.

## معايير السلامة والصحة
السلامة المهنية وقانون الصحة يسمحان لأوشا من إصدار لوائح الصحة والسلامة في مكان العمل. هذه اللوائح تشمل قيوداً على درجة التعرض للمواد الكيميائية وقدرة الموظف في الوصول إلى المعلومات والمتطلبات اللازمة لاستخدام معدات الحماية الشخصية والمتطلبات اللازمة لإجراءات السلامة.
في السنة الأولى من عملها، سمحت أوشا في اعتماد لوائح تستند إلى المبادئ التوجيهية التي وضعتها بعض من منظمات المعايير، مثل المؤتمر الأمريكي لأخصائيي الصحة الصناعيين الحكوميين، دون المرور عبر جميع المتطلبات لوضع قواعد نموذجية.